# 556년

## 연호
- 남량(南梁) 소태(紹泰) 2년 / 태평(太平) 원년
- 후량(後梁) 대정(大定) 2년
- 북제(北齊) 천보(天保) 7년
- 신라(新羅) 개국(開國) 6년

## 기년
- 남량(南梁) 경제(敬帝) 2년
- 북제(北齊) 문선제(文宣帝) 7년
- 서위(西魏) 공제(恭帝) 3년
- 신라(新羅) 진흥왕(眞興王) 17년
- 고구려(高句麗) 양원왕(陽原王) 12년
- 백제(百濟) 위덕왕(威德王) 3년